# Hrdina socialistické práce
Hrdina socialistické práce byl čestný titul udělovaný prezidentem ČSSR občanům republiky od roku 1959 za výjimečný přínos svojí prací k vítězství socialismu. Zřízení tohoto titulu zrušilo udělování čestného titulu Hrdina práce a Řád socialismu. Zisk tohoto vyznamenání byl podmíněn členstvím v KSČ. Mezi držiteli byli například úderníci, tedy dělníci, kterým se podařilo překročit výrazně pracovní plán. Udělování titulu Hrdina socialistické práce bylo zrušeno zákonem o státních vyznamenáních ČSFR ze dne 2. října 1990 404/1990 Sb.
Tento titul byl zřízen po vzoru stejnojmenného titulu udělovaného v Sovětském svazu od roku 1938. Byl udělován v předvečer 9. května nebo při příležitosti udělování titulu Řád Klementa Gottwalda. Vyznamenaný získal právo nosit zlatou hvězdu hrdiny socialistické práce, která se nosila hned za hvězdou hrdiny ČSSR.

## Insignie a jejich nošení
Udělením tohoto čestného titulu vzniklo vyznamenanému právo na nošení zlaté pěticípé hvězdy vyrobené z leštěného zlata a zavěšené na rudé stužce. Při udílení titulu dostal vyznamenaný také diplom a řádovou knížku, která byla dokladem o právu nosit tuto hvězdu. O velkém významu zlaté hvězdy v systému československých vyznamenání svědčí fakt, že se vždy nosila in natura na druhém nejčestnějším místě levé části hrudníku, tedy za hvězdou hrdiny ČSSR přede všemi řády. Po smrti se insignie nechávala rodině, pokud nebyla navrácena předsedovi vlády Československa.

## Proč byl titul udělován
Důvody udělování tohoto titulu byly dva, jedním bylo zvyšování produktivity práce a druhým vzbudit v občanech správné budovatelské nadšení. Pracovníci si měli uvědomit, že hrdinou může být každý z nich, že pilnou a svědomitou prací může i on dosáhnout vyznamenání. Na jednu stranu měl být výjimečným hrdinou, na druhou stranu běžným občanem, který odváděl svoji práci svědomitě a řádně a tím přispíval k budování socialismu v Československu.
Správnému socialistickému hrdinovi nesmělo chybět kolektivní myšlení a pomoc méně schopným kolegům. Většina hrdinů socialistické práce tak byla zároveň členy brigády socialistické práce. Tyto brigády se zúčastňovaly socialistického soutěžení, ale zároveň si vzájemně soudružsky pomáhaly a snažily se o prosperitu socialistického státu. Tak vznikaly patronáty předních pracovníků nebo stachanovské hnutí, kde zkušenější pomáhali slabším.

## Ideologické důvody udělování titulu
Podle komunistické ideologie je práce za kapitalismu břemenem a utrpením, ale v nové socialistické době se stává radostnou, uspokojující a tvořivou aktivitou.

### Práce za kapitalismu
Podle komunistů pracovat za kapitalismu znamenalo být nelidsky vykořisťován. Dělník pracoval pro kapitalistu, pro jeho obohacení a aby ten mohl žít bezpracně. Pracovat za kapitalismu více a lépe, to znamenalo připravovat jiné o práci, rozmnožovat bídu a hlad. Taková práce nemohla být radostí. Politika prováděná imperialisty odsuzovala pracující masy k nezaměstnanosti, bídě a hladu.

### Práce za socialismu
Podle komunistů jejich zřízení dělníka osvobodilo od práce vykonávané pro kapitalisty. Dělník začal pracovat pro sebe, své kolegy, svou rodinu, a proto práci vykonával rád a aktivně se tak podílel na budování socialistického státu.
Již v roce 1952 před prvním májem byl v Rudém právu otištěn článek s názvem Komunistická metoda výstavby socialismu, ve kterém byly rekapitulovány hlavní zásady a pilíře socialismu a s nimi i kořeny pracovního hrdinství. Čestné tituly, zpočátku Řád práce a od roku 1959 Hrdina socialistické práce, začaly být udělovány těm, kdo si obzvláště vynikající průkopnickou činností, zejména v průmyslu, zemědělství, dopravě nebo obchodu, anebo vědeckými vynálezy získali výjimečné zásluhy o vítězství socialismu v Československé republice. Tito pracovníci zároveň přispěli k zvelebení národního hospodářství, kultury, vědy a k posílení obranné schopnosti státu.

## Počty udělených kusů
```
Na rozdíl od SSSR byl titul Hrdina socialistické práce v Československu velmi vzácným oceněním: za 30 let existence titulu bylo uděleno celkem 302 ocenění.
[
1
]
```

| Rok  | Počet ocenění | Rok  | Počet ocenění | Rok  | Počet ocenění | Rok  | Počet ocenění | Rok  | Počet ocenění |
| ---- | ------------- | ---- | ------------- | ---- | ------------- | ---- | ------------- | ---- | ------------- |
| 1960 | 8             | 1966 | 4             | 1972 | 2             | 1978 | 14            | 1984 | 22            |
| 1961 | 4             | 1967 | 1             | 1973 | 8             | 1979 | 16            | 1985 | 24            |
| 1962 | 5             | 1968 | 2             | 1974 | 5             | 1980 | 17            | 1986 | 15            |
| 1963 | 3             | 1969 | 1             | 1975 | 12            | 1981 | 19            | 1987 | 14            |
| 1964 | 1             | 1970 | 0             | 1976 | 12            | 1982 | 18            | 1988 | 16            |
| 1965 | 3             | 1971 | 1             | 1977 | 17            | 1983 | 18            | 1989 | 20            |